# Usta Mourad
Usta Mourad, né le 19 mars 1574 à Levanto et décédé en juin 1640 à Tunis, est un armateur corsaire, devenu dey de Tunis de 1637 à sa mort.

## Biographie
Né en Ligurie, il est le fils de Francesco Di Rio. Les chroniqueurs ne savent pas s'il est capturé par des pirates barbaresques et vendu à Othman Dey ou s'il devient volontairement un renégat engagé dans les galères de la régence de Tunis.
Converti à l'islam, il prend le nom de Mourad (Murat en turc), et commence à bâtir une position convenable à Tunis en devenant corsaire de la Régence. Le 1er novembre 1594, un acte délivré par le consulat français indique en effet que le « patron » d'un navire de Salerne se déclare débiteur de Morat à hauteur de 90 couronnes d'or. Dès 1600, il parvient à entrer dans les bonnes grâces d'Othman Dey, devenant une sorte de secrétaire personnel. En 1615, Youssef Dey le nomme à la tête des galères de Bizerte, un rôle qu'il occupe jusqu'en 1637. Il a alors sous ses ordres six galères et plusieurs autres petits navires qui écument la mer Méditerranée, attaquant et pillant les côtes de l'Europe chrétienne, et procurent à la régence un revenu et une puissance considérable ; il fait aussi face aux bateaux de Florence et de Malte qui agissent souvent sur les côtes africaines à la manière des pirates barbaresques. En 1628, il est nommé « commandant suprême » de l'armée tunisienne au cours d'une brève guerre contre la régence d'Alger et, bien que vaincu, il conserve le prestige dont il jouit grâce à ses prouesses.
La course lui procure un revenu suffisant pour devenir lui-même armateur corsaire. Il s'associe avec plusieurs hommes d'affaires tunisiens pour faire fructifier ses affaires. S'il consolide sa position, il n'oublie pas ses origines et parvient à renouer avec sa famille biologique. Au début, il est rejoint par son père qui, grâce à l'aide de son fils, devient un important intermédiaire collaborant avec le magistrat pour le rachat des esclaves, une institution fondée en 1597 pour promouvoir la libération des prisonniers ligures aux mains des barbaresques. En plus de son père, il est rejoint par ses frères qui entretiennent des relations d'affaires avec Gênes, Livourne et Marseille. Son énorme richesse renforce la position de Morat dans les premières années du XVIIe siècle.

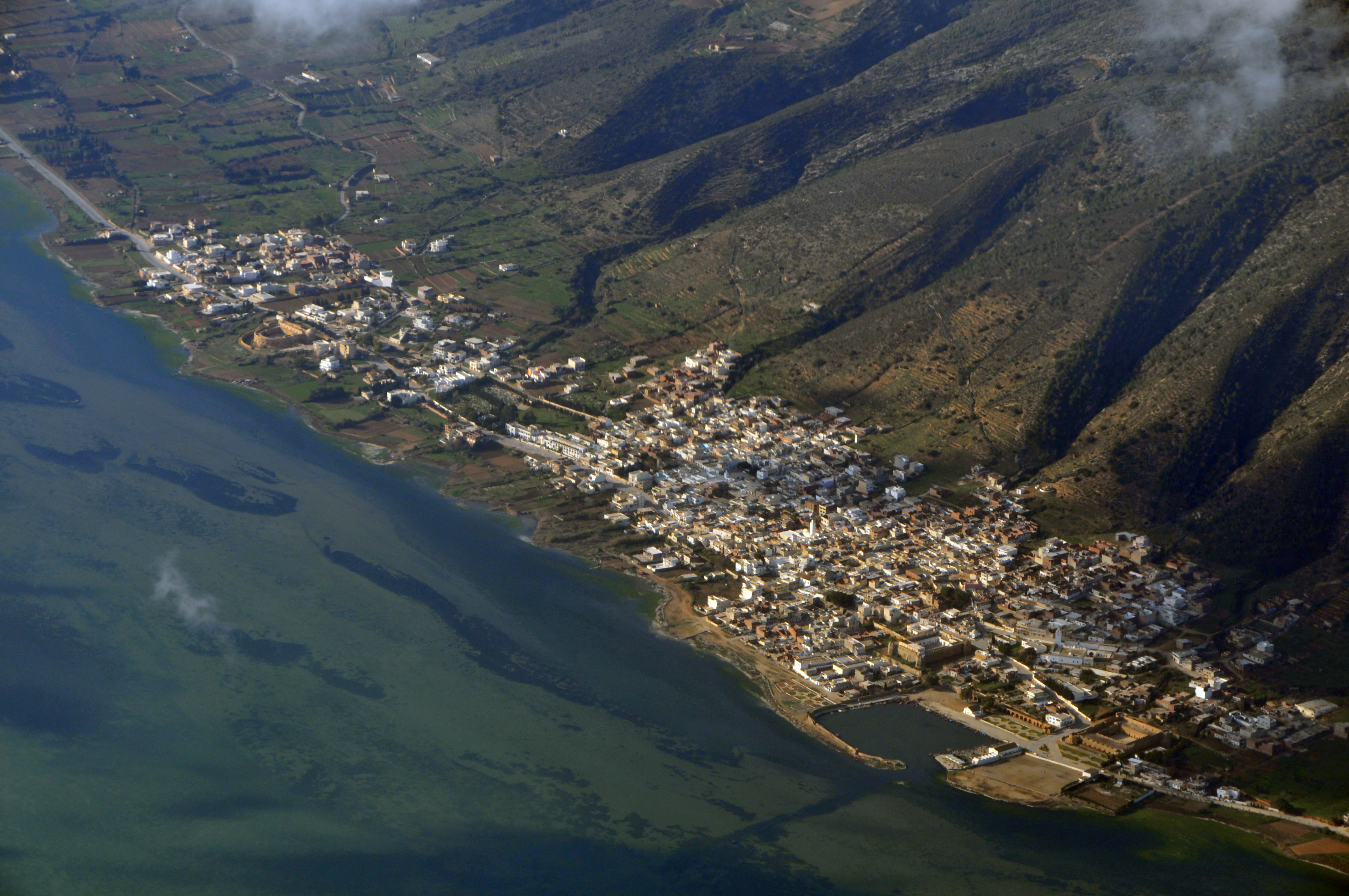
Vue aérienne de Ghar El Melh (Porto Farina) et de son port fondé par Usta Mourad en 1638.

À la mort de Youssef Dey en 1637, il prend le pouvoir par la force, avec l'aide d'un autre renégat qu'il élimine plus tard, Mami Ferrarese, et l'appui du souverain mouradite Hammouda Pacha Bey, alors que le diwan de la milice turque de Tunis lui est hostile du fait de son origine renégate, tous les autres deys étant des Turcs de naissance. Il dirige la régence avec Hammouda durant trois ans, entretenant de bonnes relations avec la France et faisant agrandir le port corsaire de Porto Farina, devenu Ghar El Melh, situé sur un site côtier stratégique qui supplante peu à peu Bizerte. Sa vaste demeure se situe sur la rue des Juges, dans le quartier de Tourbet El Bey au sein de la médina de Tunis. Il édifie son mausolée sur l'actuel boulevard Bab Menara.
Son règne est court car il meurt en juin 1640. Ses descendants comptent parmi les familles notables de Tunis jusqu'à nos jours. Son arrière petit-fils, Hammouda Stamrad, notable de Tunis, est le beau-frère et un soutien d'Hussein Ier Bey après sa déposition en 1735 par Ali Ier Pacha. Il connaît le sort de son allié : il est exécuté dans la cour du palais du Bardo en 1740.

## Variantes du nom
Dans l'Occident chrétien, Usta Mourad est connu sous divers noms : Usta Mourato, Osta Moratto, Osta Mouratto, Sta Mouratto, Stamurato, Osta Murat et Estamorat. Tous sont des variantes de l'original arabe.